# 暮江吟
《暮江吟》是白居易的诗歌。

## 概要
诗歌《暮江吟》写于长庆二年（公元822年）。这首作品撷取暮色渐沉至新月初升的时序变换，以两组意象群构建诗意空间。诗人运用独出机杼的比拟手法，营造出空灵静谧的艺术境界。在看似客观的景物描摹中，暗寓着幽微深邃的心灵图景与对自然造化的赤诚礼赞。其语言如清泉漱玉，风格隽永脱俗，在光影交错的细腻刻画中展现出惊人的表现力。这种将瞬间景物转化为永恒诗意的非凡笔力，使其成为古典写景艺术中难以逾越的典范。

## 主要内容
诗歌描绘了夕阳照射在江面的情景。

## 原文
暮江吟
一道残阳铺水中 ，半江瑟瑟半江红 。
可怜九月初三夜，露似真珠月似弓。

## 白话译文
道残阳的余晖铺洒在江水之中，江水一半呈现深碧一半染得通红。
最惹人怜爱的是九月初三的夜晚，露滴圆润如珍珠新月初升似弯弓。